# جاكوب بانكس
جاكوب بانكس (بالإنجليزية: Jacob Banks)‏ هو موسيقي بريطاني، ولد في 24 يوليو 1991 في نيجيريا.

## وصلات خارجية
- الموقع الرسمي
- جاكوب بانكس على موقع ميوزك برينز (الإنجليزية)
- جاكوب بانكس على موقع أول ميوزيك (الإنجليزية)
- جاكوب بانكس على موقع ديسكوغز (الإنجليزية)